# Basílica de la Inmaculada Concepción (Concepción del Uruguay)
La Basílica Inmaculada Concepción es un templo situado en Concepción del Uruguay, Provincia de Entre Ríos, República Argentina. En su interior descansan los restos del presidente Justo José de Urquiza.

## Origen de la Parroquia y la Ciudad

### Origen
El 27 de mayo de 1778 el virrey Cevallos autorizó a levantar una capilla en el Arroyo de la China.
En el año 1779 el franciscano Fray Sebastián de Malvar y Pinto, designado Obispo de Bs As, informó al virrey Vértiz que había resuelto visitar parte de la diócesis antes de ocupar su sede. Desde Montevideo, llegó hasta Gualeguaychú. Desde allí por la costa del río Uruguay, se dirigió a los pueblos de las misiones, para pasar luego a Corrientes y Santa Fe. En el informe que presentó al virrey señalaba que por estos lugares, desde el río Gualeguaychú al Salto, no había iglesia ni parroquia, por lo cual instó a los pobladores a construir una “Iglesia formal” y señaló la conveniencia de crear una parroquia.
Ese oficio tiene fecha del 19 de junio de 1780 y es el origen de la creación de la parroquia inmaculada concepción.
El obispo procedió a la creación de dicha parroquia, junto a otras dos, el 28 de septiembre de 1780. por lo tanto, la parroquia estuvo constituida antes de la fundación oficial de la ciudad, realizada por Tomás de Rocamora el 25 de junio de 1783, quien dio el nombre de Concepción del Uruguay a la llamada “Villa del Arroyo de la China”, basado en la devoción que el pueblo manifestaba a la Virgen María en su advocación de Inmaculada Concepción.
Todavía se conserva la imagen de la “Virgencita Fundadora” en la Iglesia de Santa Rosa de Lima en Villaguay.

### Filial de San Juan de Letrán
En el año 1851 el reverendo sacerdote Miguel Vidal, envió una solicitud a Roma a fin de que le fuera otorgada la dignidad de “Filial de la Archibasílica de San Juan de Letrán” a la Iglesia Parroquial del Uruguay. El 23 de noviembre de 1851 se le concede la misma, aunque todavía no se había erigido el nuevo templo que reemplazaría el existente, construido en fecha incierta, y que fuera destruido por un incendio el 2 de noviembre de 1849.
La fotocopia de la autorización papal firmada por Papa Pío IX se encuentra en la columna izquierda anterior al mausoleo de Urquiza.
Esta dignidad consiste en que los fieles que visiten la basílica en ciertas fechas, o en peregrinación, preparados y dispuestos espiritualmente, pueden válidamente ganar y disfrutar de las indulgencias, privilegios y gracias espirituales como si visitasen personalmente la Archibasílica Romana

### Basílica Menor
El 24 de septiembre de 1980, siendo párroco el Pbro Víctor Miguel Bonín, se le otorgó a este templo la dignidad de Basílica Menor que actualmente ostenta. Una fotocopia del documento con la firma del Papa Juan Pablo II, se halla en la nave lateral izquierda del templo, debajo del cuadro de la primera estación del Vía Crucis.
Por lo tanto el título completo de este templo es BASÍLICA MENOR DE LA INMACULADA CONCEPCIÓN, FILIAL DE SAN JUAN DE LETRÁN.

## Monumento Histórico Nacional
En el año 1942 fue declarada Monumento Histórico Nacional, Decreto 112.765. 

## El templo definitivo
En 1857 se establece una correspondencia epistolar entre el párroco, Dr Domingo Ereño y el general Urquiza, presidente de la Confederación argentina.
Se nombró una comisión encargada del proyecto de la construcción del nuevo templo; se encargó al arquitecto Pedro Fossati el plano y el presupuesto de la obra y el 8 de diciembre de 1857 se colocó la piedra fundamental del nuevo templo en el mismo lugar del altar mayor.
El 25 de mayo de 1859, fiesta de la Anunciación de María, se inauguró el nuevo y definitivo templo. Éste fue consagrado por Mons. Mario Marini, nuncio apostólico ante el Gobierno Nacional.
La basílica estaba hasta fines de la década de 1950 magníficamente decorada con murales que una fecha no determinada fueron cubiertos por espesas capas de pintura que hacen casi imposible y excesivamente costosa su restauración. Representaban escenas de la vida religiosa y mística de Jesucristo.
El templo ha sufrido modificaciones a través del tiempo, particularmente después del Concilio Vaticano II (1965) donde se realizaron reformas litúrgicas con el fin de lograr una mayor y mejor comunicación y participación del pueblo en la ceremonia.